# I öster stiger solen opp
I öster stiger solen opp är en morgonpsalm med text från 1837 av Bernhard Severin Ingemann och som översattes till svenska 1912 av Johan Alfred Eklund. Sången sjungs i Sverige till en melodi från 1938 av Oskar Lindberg.
Eklunds svenska text var upphovsrättsligt skyddad till 2016.

## Publicerad i
- 1937 års psalmbok som nr 432 under rubriken "Morgon".
- Frälsningsarméns sångbok 1968 som nr 650 under rubriken "Speciella Sånger - Morgon och afton".
- Den svenska psalmboken 1986 som nr 495 under rubriken "Morgon".
- Psalmer och Sånger 1987 som nr 539 under rubriken "Dagens och årets tider - Morgon"[1]
- Frälsningsarméns sångbok 1990 som nr 746 under rubriken "Dagens och årets tider".